# Nackte Gewalt
Nackte Gewalt (Originaltitel: The Naked Spur) ist ein US-amerikanischer Western von Anthony Mann aus dem Jahr 1953. Titel in der DDR war Blanke Sporen.

## Handlung
Howard Kemp aus Kansas befindet sich im Jahr 1868 auf der Jagd nach dem flüchtigen Mörder Ben Vandergroat, auf dessen Kopf eine Belohnung von 5.000 Dollar ausgesetzt ist. Die Hintergründe von Howards Handeln, der sich anfangs als Sheriff ausgibt, werden erst langsam bekannt: Mit diesem Geld will Howard eine Ranch zurückkaufen, die er einst während seines Einsatzes im Amerikanischen Bürgerkrieg an seine untreue Verlobte verlor. 
In den Bergen von Colorado trifft er den alten Goldgräber Jesse Tate und den unehrenhaft entlassenen Unions-Offizier Roy Anderson, die sich ihm anschließen. Howard lässt dieses eher widerwillig zu, da er eigentlich die gesamte Belohnung bräuchte, um die Farm zurückzukaufen. Auch dank Jesses Spurenkenntnis und Roys körperlichem Einsatz gelingt es ihnen, Ben Vandergroat und seine Begleiterin Lina gefangen zu nehmen. Lina ist die Tochter eines verstorbenen Freundes von Ben und glaubt an seine Unschuld.
Auf dem langen Rückweg schafft es der gerissene Ben, die drei Kopfgeldjäger gegeneinander auszuspielen und Zwietracht zu säen. Als Howard bei einem Indianerüberfall verletzt wird und von Lina gepflegt werden muss, verliebt sich diese in ihn.  Im Verlaufe der Reise versucht sich Ben mehrfach zu befreien, indem er unter anderem eine Höhle einstürzen lassen will, was aber vereitelt werden kann. Die Probleme zwischen den drei Partnern werden immer heftiger, so liefern sich Howard und Roy einen heftigen Kampf um den richtigen Weg. Mit Geschichten einer angeblichen Goldmine schafft es Ben, den erfolglosen Goldsucher Jesse zu überreden, ihm zur Flucht zu verhelfen. Lina kommt ebenfalls mit. 
Kurz nach seiner Freilassung überwältigt Ben den alten Jesse und erschießt ihn kaltblütig. Dadurch wendet sich Lina endgültig von ihm ab und schafft es, Howard und Roy vor der von Ben gestellten Falle zu warnen. Howard und Roy gelingt es, Ben zu erschießen; seine Leiche stürzt jedoch in einen reißenden Fluss. Roy kommt bei einem Bergungsversuch ums Leben. Auf Linas Bitte hin erklärt sich Howard bereit, auf das Kopfgeld zu verzichten, da ihm ihre Liebe wichtiger ist. Sie überlegen nach Kalifornien zu ziehen, wo Lina schon länger hinwollte, um ein neues Leben anfangen zu können.

## Hintergrund
Naked Spur wurde unter anderem in Durango, Lone Pine und den Rocky Mountains gedreht. Teilweise wurde in Höhen von bis zu 4000 Meter gedreht. Ein kleinerer Teil der Szenen wurde im Studio gedreht. Er feierte seine Premiere in den Vereinigten Staaten im Februar 1953 und kam am 8. Dezember 1953 in die westdeutschen Kinos.
Nackte Gewalt ist der dritte von insgesamt fünf Western, die Anthony Mann mit James Stewart drehte. Die anderen sind Winchester ’73 (1950), Meuterei am Schlangenfluß (1952), Über den Todespaß (1954) und Der Mann aus Laramie (1955). Zudem arbeiteten Mann und Stewart außerhalb des Westerngenres bei den Filmen Die Todesbucht von Louisiana (1953), Die Glenn Miller Story (1954) und In geheimer Kommandosache (1955) zusammen.

## Auszeichnungen
Sam Rolfe und Harold Jack Bloom erhielten 1954 eine Oscar-Nominierung in der Kategorie Bestes Originaldrehbuch. Für beide war es das jeweils erste Film-Drehbuch.
1997 wurde der Film in das National Film Registry aufgenommen und damit als aus filmhistorischer Sicht als besonders erhaltenswert eingestuft.

## Kritiken
Naked Spur gilt heute als ein Klassiker des Westerngenres, der einen der Höhepunkte der Zusammenarbeit von Stewart und Mann sowie des „psychologischen Westerns“ darstellt. Bei Rotten Tomatoes fallen alle 17 Kritiken für den Film positiv aus (Stand: September 2022).
Das Lexikon des internationalen Films schreibt: „Ein für damalige Verhältnisse recht harter Western, der dank seiner konsequenten und psychologisch glaubwürdigen Handlungsführung und glänzender Darsteller zu den überdurchschnittlichen Filmen des Genres zählt.“
Der US-amerikanische Filmkritiker Leonard Maltin bezeichnete Nackte Gewalt als „einen der besten Western aller Zeiten“. Es sei ein „harter kleiner Film“, bei dem Regie und Kameraarbeit herausragend seien.
Thomas Jeier schreibt in seinem Buch Der Western-Film, Naked Spur sei, „... was die Charakterisierung seiner Helden angeht, sicherlich einer der bedeutendsten Western nach dem Krieg“.